# Boek van Allogenes
Het Boek van Allogenes is een gnostisch geschrift, dat in een Koptische vertaling onderdeel was van de vondst van de Codex Tschacos omstreeks 1978. Er moet een oorspronkelijk Griekse tekst zijn geweest, maar daar is nooit iets van gevonden. De overige drie teksten uit deze codex zijn:
- De Brief van Petrus aan Filippus, die met enige geringe afwijkingen ook voortkomt bij de Nag Hammadigeschriften.
- Jakobus, een tekst die al bekend was uit de Nag Hammadigeschriften als de Eerste openbaring van Jacobus.
- Het Evangelie naar Judas. Dit is het bekendste deel van de codex.

Allogenes is de  belangrijkste persoon in dit geschrift. De oorspronkelijke titel van het geschrift is onbekend. De huidige titel is aan het geschrift gegeven door de eerste uitgevers van de codex om het te kunnen onderscheiden van het geschrift Allogenes, dat deel uitmaakte van de Nag Hammadigeschriften. Allogenes betekent van een andere soort/geslacht of vreemdeling. Er zijn mogelijk meer gnostische teksten met de titel Allogenes geweest. Epiphanius van Salamis schreef in zijn Panarion over meerdere boeken die de titel Allogenes zouden hebben. Hij benoemt een aantal boeken van de sethianen, die aan Seth, de derde zoon van Adam en Eva, en zijn zeven zonen worden toegeschreven. Want zij zeggen, dat hij zeven zonen had, die zij vreemdelingen noemen. Seth en zijn nageslacht, de gnostici, zouden dan de vreemdelingen zijn. Aan het slot van  Allogenes komt ook de opmerking het zegel van alle boeken van Allogenes voor, waarmee waarschijnlijk bedoeld werd aan te geven dat dit het laatste boek was in  een serie  over Allogenes.  
Zowel het Boek van Allogenes als Allogenes is ontstaan binnen de gnostische stroming, die aangeduid wordt als het sethianisme. Vanaf het eind van de tweede eeuw begon het sethianisme zich af te keren van een steeds orthodoxer wordend christendom en begon zich te richten op de meer individuele contemplatieve praktijken van het platonisme van de derde eeuw. Aan het eind van de derde eeuw raakte het ook vervreemd van orthodoxe platonisten en was er sprake van toenemende invloed van neoplatonisten. In het Boek van Allogenes is de christelijke invloed nog duidelijk aanwezig, In Allogenes zijn de platoniserende voorstellingen al dominant. 
Het geschrift was bij de vondst al zwaar beschadigd. De oorspronkelijke tekst moet uit acht pagina's hebben bestaan. Daarvan zijn alleen de eerste vier leesbaar en ook die missen steeds de eerste regels. De oorspronkelijk Griekse tekst dateert uit eind tweede of begin derde eeuw. 

## Essentie van de inhoud
Allogenes en zijn volgelingen beklimmen de Taborberg en bidden daar om een geest van kennis om meer over zichzelf te weten te komen, waar zij vandaan komen, waar zij naar toe gaan en wat zij moeten aanvangen met het leven. De Taborberg is in de synoptische evangeliën alsmede het Evangelie van de Hebreeën de berg waar de gedaanteverandering van Jezus plaatsvond. Hier liet Jezus iets van zijn goddelijke aard zien door van gedaante te veranderen. De in deze evangeliën vermelde wolk van verblindend licht komt ook aan het eind van het leesbare deel van dit geschrift voor.  
Het gebed wordt kennelijk uitgesproken door Allogenes, want in de tekst staat Nadat Allogenes deze woorden had gesproken, verscheen Satan. Satan biedt Allogenes  alles aan  wat in mijn wereld aanwezig is, te eten van wat mij toebehoort en te kunnen nemen van goud, zilver en kleren. Allogenes antwoord op het aanbod van Satan is, Ga bij mij weg, Satan, want ik zoek niet jou maar mijn Vader. Hij voegt eraan toe dat hij Allogenes heet, omdat ik van een ander geslacht ben.
Satan wordt in het geschrift aangeduid als de wereldheerser.  Hij wordt in feite gelijkgesteld met de demiurg, die in andere gnostische geschriften wel benoemd wordt als Yaldabaoth. Nadat Satan nog een vergeefse poging heeft gedaan Allogenes in verzoeking te brengen verdwijnt hij. Allogenes bidt hierna tot God om verlossing van het kwade en om zijn onuitsprekelijk licht te laten stralen. Dat gebed wordt verhoord en Allogenes vertelt dat een wolk van verblindend licht hem omringde en hij een stem hoorde dat zijn gebed is verhoord. Het restende deel van het handschrift is niet meer leesbaar en ook niet te reconstrueren. 
Een belangrijk deel van de leesbare tekst is duidelijk ontleend aan de tekstdelen in het Evangelie volgens Lucas 4:1-13 en het Evangelie volgens Matteüs 4:1-11 over de verzoeking van Jezus in de woestijn. Allogenes wordt dan in de tekst ook geïdentificeerd met Jezus.  